# Sylwester Szmyd
Sylwester Szmyd, né le 2 mars 1978 à Bydgoszcz, est un coureur cycliste et directeur sportif polonais. Il est passé professionnel en 2001 dans l'équipe Tacconi Sport-Vini Caldirola. Depuis 2015. Bon grimpeur, il s'est classé plusieurs fois parmi les dix premiers de courses par étapes. Il joue souvent le rôle d'équipier au service de son leader, surtout dans les grands tours. En 23 participations à l'un des 3 grands tours il n'a jamais abandonné. En 2019, il devient  directeur sportif au sein de l'équipe World Tour Bora-Hansgrohe.

## Biographie
Sylwester Szmyd commence sa carrière professionnelle en 2001 dans l'équipe italienne Tacconi Sport-Vini Caldirola. Il dispute en 2002 ses premiers grands tours, le Tour d'Italie et le Tour d'Espagne. 
En 2003, il rejoint l'équipe Mercatone Uno-Scanavino, au sein de laquelle Marco Pantani termine sa carrière cette année-là.
En 2004, Sylwester Szmyd est recruté par l'équipe Saeco. Au printemps, il dispute le Tour d'Italie, avec pour leader Gilberto Simoni. C'est un autre coureur de la Saeco, Damiano Cunego, qui remporte ce Giro. En août, il fait partie de l'équipe de Pologne lors de la course en ligne des Jeux olympiques d'Athènes.
En 2005, les équipes Saeco et Lampre fusionnent pour former l'équipe ProTour Lampre-Caffita.
En 2009, Szmyd rejoint l'équipe Liquigas. Il décroche sa première victoire professionnelle de belle façon, en s'imposant au Mont Ventoux lors du Critérium du Dauphiné libéré. Il s'échappe en compagnie de l'Espagnol Alejandro Valverde (Caisse d'Épargne) et le duo termine groupé. Szmyd avoue après coup que ses jambes ont presque lâché sous l'effet de la nervosité quand il a réalisé qu'il allait gagner, lui qui est habitué à se sacrifier en tant que domestique.
Au cours du Tour du Trentin 2012, le feu vert est donné à Szmyd pour courir pour lui-même et il ne désappointe pas ses patrons lors de la troisième étape, qui emprunte les difficiles pentes du Punta Veleno en guise de final, une montée de 8,5 kilomètres à 15 % de moyenne. Il termine deuxième derrière Domenico Pozzovivo de la Colnago-CSF Inox après avoir franchi ce col où même les voitures suiveuses ne peuvent passer. Sur la quatrième et dernière étape, Szmyd s'adjuge la quatrième place au sommet du Passo Pordoi en une froide journée, et peut ainsi monter sur la troisième marche du podium pour le classement général. Pozzovivo, Damiano Cunego (Lampre-ISD) et lui-même reçoivent leurs honneurs pendant que la neige tombe.
Il participe au Tour d'Italie 2012 quelques semaines après ce bon résultat, en tant qu'équipier pour Ivan Basso. Il trace pour son leader à maintes reprises pendant les étapes de montagnes et réussit à se classer au 28e rang au classement général.
Szmyd s'engage avec l'équipe Movistar en 2013. Son contrat n'est pas renouvelé à l'issue de sa seconde saison dans les rangs  de la formation espagnole. 
Il rejoint l'équipe CCC Polsat Polkowice pour la saison 2015 et se classe troisième du Tour de Croatie. Il arrête sa carrière à l'issue de la saison 2016.
En 2019, il devient directeur sportif au sein de l'équipe World Tour Bora-Hansgrohe.

## Palmarès et classements mondiaux

### Palmarès amateur
- 1995
  - 2e du Dusika Jugend Tour
- 1996
  - 3e étape du Dusika Jugend Tour
  - 3e du Dusika Jugend Tour
- 1998
  - 2e de Trento-Monte Bondone
- 1999
  - Gran Premio Ciaponi Edilizia
- 2000
  - Gran Premio Città di Foligno
  - Bologna-Passo della Raticosa
  - Coppa Contessa Carnevale
  - 2e du Gran Premio Capodarco
  - 3e du Tour de la Vallée d'Aoste

### Palmarès professionnel
| - 2002 - 3e du Grand Prix Fred Mengoni - 2004 - 2e du Grand Prix de la Forêt-Noire - 2006 - 10e du Tour de Romandie - 2007 - 2e de la Semaine cycliste lombarde - 9e du Tour de Romandie - 2008 - 8e du Critérium du Dauphiné libéré - 2009 - 5e étape du Critérium du Dauphiné libéré - 7e du Tour de Pologne | - 2010 - 4e étape du Tour d'Italie (contre-la-montre par équipes) - 6e du Tour de Pologne - 10e du Critérium du Dauphiné - 2012 - 3e du Tour du Trentin - 7e du Tour de Romandie - 2014 - 3e du Tour de Castille-et-León - 2015 - 3e du Tour de Croatie |  |

### Résultats sur les grands tours

#### Tour de France
4 participations
- 2008 : 26e
- 2010 : 61e
- 2011 : 42e
- 2012 : 71e

#### Tour d'Italie
12 participations
- 2002 : 44e
- 2003 : 24e
- 2004 : 43e
- 2005 : 64e
- 2006 : 19e
- 2007 : 28e
- 2008 : 23e
- 2009 : 44e
- 2010 : 60e, vainqueur de la 4e étape (contre-la-montre par équipes)
- 2011 : 82e
- 2012 : 28e
- 2015 : 45e

#### Tour d'Espagne
7 participations
- 2002 : 29e
- 2004 : 74e
- 2005 : 24e
- 2006 : 14e
- 2007 : 25e
- 2009 : 17e
- 2013 : 45e

### Classements mondiaux
| Année                  | 2006 | 2007 | 2008 | 2009 | 2010 | 2011 | 2012 | 2013 | 2014 |
| ---------------------- | ---- | ---- | ---- | ---- | ---- | ---- | ---- | ---- | ---- |
| Classement ProTour     | 114e | 138e | 78e  |      |      |      |      |      |      |
| Calendrier mondial UCI |      |      |      | 96e  | 91e  |      |      |      |      |
| UCI World Tour         |      |      |      |      |      | nc   | 101e | nc   | nc   |